# Cayo Cecilio Estrabón
Cayo o Gayo Cecilio Estrabón (en latín: Gaius Caecilius Strabo; m. 117) fue un senador romano, que vivió a finales del siglo I, y principios del siglo II, y desarrolló su cursus honorum bajo los reinados de Domiciano, Nerva, y Trajano.

## Carrera política
Por un diploma militar, que está fechado el 24 de septiembre del año 105, hay evidencia de que Estrabón fue cónsul sufecto en el año 105 junto con Marco Vitorio Marcelo. Los dos ejercieron el cargo de septiembre a diciembre de ese año.
Estrabón aparece en dos inscripciones más, fechadas entre los años 101 y 105 donde se deja constancia de que era miembro de los Hermanos Arvales. Otra inscripción, muestra que murió en el año 117.